# Sinizacija
Sinizacija ili sinifikacija (na mandarinskom: 中国化 Zhōngguóhuà ili 汉化 Hànhuà) je naziv za jezične ili kulturne asimilacije, odnosno prihvaćanja i preuzimanja kineskog jezika, pisma ili kineskog nacionalnog identiteta od strane ne-kineskih etničkih skupina ili kultura. U jezikoslovlju time se podrazumijeva transkripcija u kineska slova.
U svom širem, i najčešće korištenom smislu, se pod sinizacijom podrazumijeva brojni primjeri ne-kineskih naroda koji su se tijekom kineske povijesti izgubili vlastiti identitet; kao najnoviji primjer se često navode Mandžurci. 

## Vanjske poveznice
- Sinicization vs. Manchuness  Arhivirana inačica izvorne stranice od 6. siječnja 2008. (Wayback Machine) (by Xiaowei Zheng).
- Sinicization: at the crossing of three China regions, an ethnic minority becoming increasingly more Chinese: the Kam People, officially called Dong People (in French)/ Sinisation: à la limite de trois provinces de Chine, une minorité de plus en plus chinoise: les locuteurs kam, officiellement appelés Dong, Jean Berlie, Guy Trédaniel editor, Paris, France, published in 1998.